# Georges Guilmin
Georges Alex Alphonse Paul Barthélémy Guilmin (Saint-Servais, 3 juni 1905 - Namen, 31 juli 1975) was een Belgisch volksvertegenwoordiger.

## Levensloop
Gepromoveerd tot doctor in de rechten, vestigde hij zich als advocaat in Namen.
In 1935 werd hij verkozen tot gemeenteraadslid in Namen. In 1937 werd hij liberaal volksvertegenwoordiger voor het arrondissement Namen, in opvolging van François Bovesse, en vervulde dit mandaat tot in 1946.